# 大普萊恩鎮區 (明尼蘇達州馬歇爾縣)
大普萊恩鎮區（英語：Grand Rapids Township）是位於美國明尼蘇達州馬歇爾縣的一個行政鎮區。

## 歷史
大普萊恩鎮區於1898年設立，得名自當地寬闊的平原。

## 地方資料
大普萊恩鎮區的面積為115.91平方千米，皆為陸地。根據2020年美國人口普查的數據，當地共有人口54人，而人口密度為每平方千米0.47人。